# 芳賀高経
芳賀 高経（はが たかつね）は、戦国時代の武将。下野宇都宮氏の家臣。下野国真岡城主。

## 出自
芳賀氏は清原氏の後裔。下野国の有力武士団・清党の棟梁で益子氏の紀党と共に紀清両党と呼ばれる。

## 略歴
永正9年（1512年）、宇都宮錯乱で兄・高勝を宇都宮氏17代当主・宇都宮成綱に殺されたため、天文5年（1536年）、成綱の三男（弟とも）である19代当主・興綱を自害に追い込んだという。天文7年（1538年）、下野児山城で宇都宮氏20代当主・宇都宮尚綱に背き、常陸国の小田政治の誘いに乗るも捕縛され、結局は尚綱と和議を結んでいる。
3年後の天文10年（1541年）に皆川氏と手を結んで反乱を起こしたが、尚綱によって殺された。一説には、尚綱と小山高朝の間の和平を進める芳賀高経とこれに反対する壬生綱房の対立があり、高経が進めた和平交渉が小山氏・結城氏の宇都宮侵攻によって破綻したことで、尚綱の不信を買ったことが原因ともいう。